# Carnaval de Petrópolis
O Carnaval de Petrópolis, no Estado do Rio de Janeiro, possuía como ponto alto os desfiles de escola de samba. Em 2013, durante da gestão de Rubens Bomtempo, os desfiles de escolas de samba foram cancelados, pois o prefeito passaria a destinar aquelas verbas para. Tal fato se repetiu nos anos seguintes, o que tornou as tradicionais escolas do município, tais como a Unidos da 24 de Maio, inativas. Outros eventos tradicionais, como o o Baile de Fantasias e o Banho a Fantasia, foram mantidos.

## Resultados

### 2009
| 1  | 24 de Maio                  | Campeã de 2009          | [ 3 ] |
| 2  | Vem Que Tem                 | Grupo Especial em 2010  | [ 3 ] |
| 3  | Estrela do Oriente          | Grupo Especial em 2010  | [ 3 ] |
| 4  | Unidos do Retiro            | Grupo Especial em 2010  | [ 3 ] |
| 5  | Bem-Te-Vi                   | Grupo Especial em 2010  | [ 3 ] |
| 6  | Mocidade do Império         | Grupo Especial em 2010  |       |
| 7  | Unidos do Q.B.              | Grupo de acesso em 2010 | [ 3 ] |
| 8  | Oswaldo Cruz                | Grupo de acesso em 2010 | [ 3 ] |
| 9  | Independentes de Petrópolis | Grupo de acesso em 2010 | [ 3 ] |
| 10 | Urubu Malandro              | Grupo de acesso em 2010 | [ 3 ] |

### 2012
| 1               | 24 de Maio          | Campeã de 2012          | [ 4 ] |
| 2               | Unidos do Retiro    |                         | [ 4 ] |
| 3               | Vem que Tem         | [ 4 ]                   |       |
| 4               | Oswaldo Cruz        | [ 4 ]                   |       |
| 5               | Estrela do Oriente  | [ 4 ]                   |       |
| 6               | Bem-Te-Vi           | Grupo de acesso em 2015 | [ 4 ] |
| Grupo de acesso |                     |                         |       |
| 1               | Mocidade do Império | Grupo Especial em 2015  | [ 4 ] |

### 2013 - atualidade
Não houve desfiles de escola de samba.